# 이케가미역
이케가미역(일본어: 池上駅、いけがみえき)은 일본 도쿄도 오타구에 있는 도쿄 급행 전철의 역이다. 역 번호는 IK13이다.
1922년, 이케가미 전기철도 당역 ~ 가마타 역간 개통과 동시에 개업하고, 당시에는 주로 이케가미 혼몬지의 참배객을 위한 철도로 운영하고 있었다.

## 역 구조
상대식 승강장 2면 2선의 지상역이다. 역사는 가마타 방면 승강장에 입지하고, 고탄다 방면 승강장으로는 구내 건널목을 경유해야 한다. 이케가미 선과 다마가와 선의 각 역에서는 원맨 운전을 실시함에 따라 안전성 향상을 도모하기 위해 구내 건널목을 폐지하고 대부분은 상하행선 승강장별로 역사와 개찰구를 정비하였지만 본 역은 개찰구를 신설할 수 있는 용지가 없기 때문에 구내 건널목을 남긴 바 있다. 현재는 도큐 선에서 유일한 여객용 구내 건널목이 있다.

### 타는 곳
| 번호 | 노선        | 방향 | 행선                                    |
| ---- | ----------- | ---- | --------------------------------------- |
| 1    | 이케가미 선 | 하행 | 가마타 방면                             |
| 2    | 이케가미 선 | 상행 | 유키가야오쓰카・하타노다이・고탄다 방면 |

## 역 주변
- 이케가미 혼몬지
- 이케가미 매화원
- 이케가미 우체국
- 도쿄 도립 오모리 고등학교
- 도큐 버스 이케가미 영업소
- 오타 구립 이케가미 초등학교
- 오모리 제4 중학교

## 인접역
| 도쿄 급행 전철 이케가미 선 | 도쿄 급행 전철 이케가미 선 | 도쿄 급행 전철 이케가미 선 |
| -------------------------- | -------------------------- | -------------------------- |
| IK 12 지도리초 고탄다 방면 |                            | 하스누마 IK 14 가마타 방면 |